# Шарлотта де Роган
Шарлотта Годефрида Елизавета де Роган (фр. Charlotte de Rohan, 7 октября 1737, Отель Субиз, Париж — 4 марта 1760, Отель Конде) — французская аристократка из дома де Роган, принцесса Конде в браке с Людовиком-Жозефом де Бурбоном.

## Биография
Шарлотта родилась 7 октября 1737 года в Париже. Её отцом был Шарль де Роган, принц де Субиз, большой друг короля Франции Людовика XV. Её матерью была Анна Мария Луиза де ла Тур д’Овернь. Анна Мария Луиза была внучкой Марии Анны Манчини, одной из знаменитых мазаринеток. Через Манчини Шарлотта была двоюродной сестрой принцев Евгения Савойского и Луи Жозефа де Вандома, двух известных генералов времён правления Людовика XIV. Анна Мария Луиза также была праправнучкой мадам де Вентадур, гувернантки короля Людовика XV.
У Шарлотты была младшая сводная сестра Виктория, дочь отца от второго брака. Позже Виктория станет гувернанткой детей короля Людовика XVI.
В 1739 году она стала маркизой Горды и графиней Мончи — эти титулы которые она унаследовала от своей матери, когда та умерла. В 1745 году она стала виконтессой Гиньен в собственном праве.
Шарлотта и Людовик-Жозеф де Бурбон поженились в Версальском дворце 3 мая 1753 года. Отец Шарлотты дал приданое в 20 миллионов ливров.
Новая принцесса Конде стала одной из самых важных женщин при дворе, выше неё была только королева Мария Лещинская и её восемь дочерей, герцогиня Орлеанская и Мадемуазель, которая позже стала её невесткой.
В браке родилось трое детей:
- Мария де Бурбон (1755—1759), умерла в детстве.
- Луи-Анри-Жозеф де Бурбон (1756—1830), женился на Батильде Орлеанской; оставил потомство.
- Луиза Аделаида де Бурбон (1757—1824), умерла незамужней.

Согласно герцогу Люину Шарлотта умерла в отеле Конде после продолжительной болезни. Ей было всего 22 года. Она была похоронена в монастыре кармелиток Фобур-Сен-Жак.
Её муж снова женился в 1798 году на итальянской дворянке Марии Катерине Бриньоле-Сале, вдове Оноре III, князя Монако.